# Liste der denkmalgeschützten Objekte in Hejná
Grundlage dieser Liste der denkmalgeschützten Objekte in Hejná ist die ÚSKP-Liste (Ústřední seznam kulturních památek České republiky, deutsch Zentrale Liste der Kulturdenkmäler der Tschechischen Republik), die von der tschechischen Denkmalschutzbehörde NPÚ (Národní památkový ústav, deutsch Nationale Denkmalbehörde) seit 1987 geführt wird und an die seit dem Jahr 1850 geschaffenen Listen anschließt.

## Denkmalgeschützte Objekte nach Ortsteilen

### Hejná
| Lage                                                          | Objekt                                    | Beschreibung | ÚSKP-Nr.                  | Bild           |
| ------------------------------------------------------------- | ----------------------------------------- | --- | ------------------------- | -------------- |
| Hejná, östlicher Teil des Ortes, an der Landstraße (Standort) | Kapellchen                                | Kleiner Backsteinbau mit rechteckigem Grundriss und barockem Giebel.                                                      | 20242/4-2897 Info Katalog | Kapellchen     |
| Hejná (Standort)                                              | Kirche der Heiligen Jakobus und Philippus | Romanisch-gotische Sakralarchitektur aus dem 13. Jahrhunderts, Mitte des 16. Jahrhunderts umgebaut und 1702 barockisiert. | 30254/4-2896 Info Katalog | weitere Bilder |